# La Violence, celle qui tue avec les mots
Singles de Mireille Mathieu
Pour toi Arménie
(1989) L'Américain
(1989)
Pistes de L'Américain
Je suis née pour chanter Ainsi soit-il
La Violence, celle qui tue avec les mots est une chanson interprétée par la chanteuse française Mireille Mathieu et publiée en France en 1989 chez Carrère.

## Crédits du45 tours
Mireille est accompagnée par le grand orchestre de Christian Gaubert pour La violence celle qui tue avec les mots et Des soleils bleu blanc rouge.
La photo de la pochette est de Norman Parkinson.
La maquette de la pochette est de Claude Codron.

## Reprises
Aucune des deux chansons de ce 45 tours ne seront reprises par la chanteuse en langue étrangère.

## Principaux supports discographiques
La violence celle qui tue avec les mots se retrouve pour la première fois sur le 78e 45 tours français de la chanteuse sorti en 1989 chez Carrère avec ce titre en face A et Des soleils bleu blanc rouge en face B. Elle se retrouvera également sur l'album L'Américain paru la même année chez Carrère.